# Zastava Trinidada i Tobaga
Zastava Trinidada i Tobaga usvojena je 1962. godine, kada je ova zemlja stekla nezavisnost.
Zastava se sastoji od crne dijagonalne pruge uokvirene uskim bijelim prugama na crvenoj podlozi. Crvena boja je simbol ljudske dobrodušnosti i sunčeve svjetlosti, bijela označava jednakost i more, a crna jedinstvo.

## Ostale zastave
- Civilna zastava Trinidada i Tobaga
- Ratna pomorska zastava Trinidada i Tobaga